# Municipio de Swede Grove
El municipio de Swede Grove (en inglés: Swede Grove Township) es un municipio ubicado en el condado de Meeker en el estado estadounidense de Minnesota. En el año 2010 tenía una población de 400 habitantes y una densidad poblacional de 4,35 personas por km².

## Geografía
El municipio de Swede Grove se encuentra ubicado en las coordenadas 45°11′8″N 94°41′30″O / 45.18556, -94.69167. Según la Oficina del Censo de los Estados Unidos, el municipio tiene una superficie total de 91.96 km², de la cual 90,22 km² corresponden a tierra firme y (1,89 %) 1,74 km² es agua.

## Demografía
Según el censo de 2010, había 400 personas residiendo en el municipio de Swede Grove. La densidad de población era de 4,35 hab./km². De los 400 habitantes, el municipio de Swede Grove estaba compuesto por el 98 % blancos, el 0,25 % eran amerindios, el 1,25 % eran de otras razas y el 0,5 % eran de una mezcla de razas. Del total de la población el 3,5 % eran hispanos o latinos de cualquier raza.